# Valencia (chi cá)
Valencia là chi cá duy nhất trong họ Valenciidae. Một số tài liệu đặt chi này trong họ Cyprinodontidae. Các loài cá trong chi này thường được ghi nhận ở vùng Nam Âu.

## Các loài
Hiện tại ghi nhận được 3 loài trong chi:
- Valencia hispanica (Valenciennes, 1846)
- Valencia letourneuxi (Sauvage, 1880)
- Valencia robertae Freyhof, Kärst & Geiger, 2014[4]